# Fútbol Sala García
Industrias Santa Coloma es un equipo profesional español de fútbol sala situado en Santa Coloma de Gramenet (Barcelona). El club participa en la Primera División de la Liga Nacional de Fútbol Sala.
El equipo se fundó en 1975 como Industrias García, nombre que llevó durante más de 20 años, y es uno de los más veteranos del fútbol sala español. Tras profesionalizarse a finales de los años 1980, se integró en la Liga Nacional de Fútbol Sala. Su mayor logro fue llegar a la final de liga en la temporada 1998-99.

## Historia

### Industrias García
El club fue fundado por Vicenç García en 1975 como Industrias García, y pasó sus primeras temporadas en campeonatos de carácter aficionado de Barcelona. En 1978 formalizó su ingreso en la Federación catalana de fútbol sala y pasó a torneos regionales. Tras proclamarse campeones de la división regional de Cataluña en la temporada 1985-86, el club escaló posiciones hasta participar en la máxima categoría del fútbol sala español, a finales de los años 1980. En la temporada 1986-87 se proclamaron campeones de Primera.
Industrias García ingresó en la Liga Nacional de Fútbol Sala en su año de debut, la temporada 1989-90. Aunque en sus primeras temporadas los catalanes lucharon por la permanencia, en el curso 1992-93 se quedaron a las puertas de la lucha por el título. Con la introducción de una única liga regular en 1995-96, el club de Santa Coloma se clasificó para la fase final por el campeonato en cuatro temporadas consecutivas. En esas temporadas el club contó con internacionales como Marcelo Dos Reis Soares, João Belfort y Javi Rodríguez, natural de Santa Coloma.
En la temporada 1998-99 el equipo terminó quinto, y llegó a la final tras derrotar a Interviú Boomerang en cuartos y Playas de Castellón FS en semifinales. En la final los catalanes fueron derrotados por Caja Segovia FS. Los colomenses tuvieron que disputar sus partidos en el Pabellón Olímpico de Badalona, porque su cancha en Santa Coloma no estaba habilitada para retransmitir los encuentros por televisión.

### Marfil Santa Coloma
Tras su buena actuación en la liga, Industrias García comenzó a tener problemas económicos. Aunque el equipo continuó luchando por clasificarse para playoff, la falta de patrocinadores y la marcha de sus mejores jugadores provocó una grave crisis en la entidad catalana, que entró en números rojos. En 2000 el propietario del club, Vicenç García, llegó incluso a anunciar que Industrias García desaparecía el 30 de junio de 2001.
Sin embargo, el equipo encontró financiación a última hora. En junio, el bodeguero local Alfonso García, dueño de los vinos Marfil Alella, se convirtió en el principal patrocinador del club, que se convirtió en Marfil Santa Coloma. Por su parte, Vicenç García continuó como presidente. El club centró sus esfuerzos en ese tiempo por fomentar la cantera. Pese a la llegada del nuevo patrocinador, la plantilla del equipo colomense se vio mermada por la marcha de sus mejores jugadores, y en 2004-05 descendió a División de Plata como colista.
Durante los siguientes años, Marfil luchó por ascender a División de Honor durante tres temporadas. No fue hasta 2007-08 cuando el club recobró la máxima categoría. Tras un año de consolidación en la categoría, Marfil Santa Coloma se clasificó para playoff en la temporada 2009-10.
Una vez finalizado el patrocinio de la empresa Marfil Alella, el nuevo patrocinador fue Catgas Energia, a partir de la temporada 2018-19 al contar con un patrocinador principal el Fútbol Sala Garcia compite bajo el nombre de Industrias Santa Coloma. Intentando recordar su primera denominación y a su vez mantener el nombre de la ciudad. Desde la temporada 2019-20, al estar en obras el pabellón de Santa Coloma realiza localía en el Pabellón Olímpico de Badalona.